# Salcobrand
Salcobrand es una de las principales cadenas de farmacias en Chile. En la actualidad opera 305 farmacias con ventas anuales de 450 millones de dólares y participación del 26% del mercado farmacéutico, compitiendo con Farmacias Ahumada y Farmacias Cruz Verde.

## Historia

### Antecedentes
Farmacias Brand nació en 1880, cuando Luis Brand –quien posteriormente sería uno de los fundadores de Laboratorio Chile– adquirió la Farmacia Alemana. En 1940 la farmacia fue adquirida por el químico Elías Selman, quien falleció en 1969, quedando su familia en control de la empresa. Hacia 1995 Farmacias Brand tenía 16 locales en Santiago, y uno en regiones, en la ciudad de Talca. La segunda mitad de la década de 1990 la empresa sufrió un importante crecimiento, llegando a tener 70 locales en todo Chile para 1999.
Salco Farmacias fue creada en 1982 por la familia Colodro. En 1994 se asoció con la cadena regional de farmacias Multifarm S.A., propiedad de Víctor Jaque, lo cual fomentó su crecimiento, llegando a 94 locales en 1997 y 107 locales en 1998, cuando se fusionó completamente con Multifarm. Además operó, a través de Multifarm, la cadena peruana Inkafarma.

### Creación de Salcobrand
En 1999 Brand y Salco comenzaron a negociar una posible unión para hacer frente a Farmacias Ahumada, creando una nueva sociedad, S&B Farmacéutica, cuyas acciones quedaron repartidas en un 69,7% para los dueños de Salco Farmacias (familias Jaque y Colodro) y el 30,3% para los dueños de Farmacias Brand (familia Selman). Sin embargo, Víctor Jaque y la familia Selman conformaron un pacto de accionistas, controlando el 54% de S&B mediante Latin American Health Care Holding S.A., mientras que la familia Colodro retuvo el 46%.
En junio de 2001 S&B Farmacéutica las farmacias Salco y Brand se unieron en una nueva marca, Salcobrand. En 2002 S&B Farmacéutica cambió su razón social a Salcobrand S.A.
A mediados de la década de 2000 se produjo un conflicto entre los accionistas de Salcobrand, ya que la familia Selman ofreció comprar sus acciones a la familia Colodro, a la cual se opusieron los Jaque Weinstein. Ello llevó a que se iniciaran dos procedimientos de arbitraje y una solicitud de disolución de la compañía, y provocó con la salida de los hermanos Jaque del directorio de la empresa en abril de 2005. Finalmente, uno de los arbitrajes determinó que los Selman y los Colodro realizaran una venta conjunta de sus acciones, que constituían el 74% de Salcobrand.

### Control por la familia Yarur y colusión
En 2007 el pacto de controladores de la compañía aceptó una oferta de las Empresas Juan Yarur, dueños del Banco de Crédito e Inversiones, por el 100% de la propiedad. El monto de la transacción ascendió a 130 millones de dólares.
En 2008, la empresa, a poco de celebrar un año de la llegada de los Yarur a la propiedad, vive una reestructuración total, pasando desde la remodelación total o parcial de 80 de sus 224 locales, aperturas de 76 desde abril hasta diciembre y hasta un cambio total de imagen corporativa.[cita requerida]  Ese mismo año, Salcobrand y sus dos principales competidoras Cruz Verde y Farmacias Ahumada, fueron investigadas por colusión de precios, cargo que fue reconocido por Farmacias Ahumada el 24 de marzo de 2009 ante la Fiscalía Nacional Económica, donde concertó con la competencia, para subir los precios de unos 200 productos, y que en el acto también participaron algunos laboratorios. En enero de 2012, el Tribunal de Defensa de la Libre Competencia (TDLC) condenó a Cruz Verde y Salcobrand, reconociendo la colusión de ambas farmacias y multándolas a cada una con el máximo permitido por la ley vigente, a una suma que asciende a 20 mil UTA (aproximadamente 19 millones de dólares).
En el marco del Bicentenario de Chile, celebrado en 2010, la empresa abrió su primer local en Santiago bajo el formato La Botica Salcobrand, replicando una farmacia antigua. En 2012 Salcobrand se fusionó con la cadena de tiendas PreUnic, conformando el holding Empresas SB. Ese mismo año iniciaron los formatos Espacio Salcobrand, enfocados en productos de belleza y con una atención más personalizada.

## Locales en regiones
- Arica
- Iquique
- Antofagasta
- Calama
- Copiapó
- Vallenar
- La Serena
- Coquimbo
- Ovalle
- Los Andes
- La Calera
- Limache
- Quillota
- La Cruz
- Quilpué
- Reñaca
- San Felipe
- San Antonio
- Valparaíso
- Viña del Mar
- Villa Alemana
- Machalí
- Rancagua
- Rengo
- San Fernando
- San Vicente de Tagua Tagua
- Santa Cruz
- Cauquenes
- Constitución
- Curicó
- Linares
- Parral
- San Javier
- Talca
- Chiguayante
- Chillán
- Concepción
- Coronel
- Los Ángeles
- Lota
- San Carlos
- San Pedro de La Paz
- Talcahuano
- Tomé
- Angol
- Pucón
- Temuco
- Traiguén
- Victoria
- Villarrica
- La Unión
- Valdivia
- Ancud
- Castro
- Osorno
- Puerto Montt
- Puerto Varas
- Coyhaique
- Punta Arenas

Además posee sucursales en posesiones insulares de Chile: la primera en el poblado de San Juan Bautista ubicado en la Isla Robinson Crusoe en el Archipiélago de Juan Fernández desde el 27 de septiembre de 2012, y la segunda localizada en la localidad de Hanga Roa en la Isla de Pascua desde el 17 de abril de 2015.